# Ulrike Demske
Ulrike Demske (* 1961) ist eine deutsche Germanistin und Hochschullehrerin.

## Leben
Von 1980 bis 1988 studierte sie Germanistik und Geographie an den Universitäten Tübingen und Aix-en-Provence (1988 erstes Staatsexamen für das Lehramt an Gymnasien). Nach der Promotion 1993 an der Universität Tübingen war sie von 1996 bis 2000 wissenschaftliche Mitarbeiterin an den germanistischen Instituten der Universitäten Stuttgart und Jena sowie am anglistischen Institut der Universität Leipzig. Nach der Habilitation 1999 an der Universität Jena war sie von 2002 bis 2011 Professorin für die Grammatik der deutschen Gegenwartssprache einschließlich der jüngeren deutschen Sprachgeschichte an der Universität des Saarlandes. Seit 2011 ist sie Professorin für Geschichte und Variation der deutschen Sprache an der Universität Potsdam.
Ihre Arbeitsschwerpunkte sind Syntax und Morphologie, (Frühneuhoch-)Deutsch im Vergleich mit anderen germanischen Sprachen, Sprachwandelprozesse, Aufbau digitaler Ressourcen für die historische Syntax und Mikrovariation in deutschen Dialekten. Sie leitet das Brandenburg-Berlinische Spracharchiv, das über das Rohmaterial des Brandenburg-Berlinischen Wörterbuchs verfügt.

## Schriften (Auswahl)
- Modales Passiv und tough movement: zur strukturellen Kausalität eines syntaktischen Wandels im Deutschen und Englischen, Niemeyer, Tübingen 1994, ISBN 978-3-484-30326-3 (Dissertation).
- Merkmale und Relationen: diachrone Studien zur Nominalphrase des Deutschen, de Gruyter, Berlin 2001, ISBN 978-3-11-052059-0 (Habilitation).